# کافت دریایی لاپتف
کافت دریایی لاپتف (انگلیسی: Laptev Sea Rift) یک مرز واگرای زمین‌ساختی میان صفحه آمریکای شمالی و صفحه اوراسیا است که در ساحل اقیانوس شمالگان در شمال شرقی سیبری در روسیه قرار دارد. کافت دریایی لاپتف ادامه پشته گاکل (پشته میانی شمالگان) به سمت پوسته قاره‌ای سیبری است. این پشته از ساحل و فلات قاره آغاز شده و در دریا تا نقطه‌ای واقع در رشته چرسکی ادامه می‌یابد که در آنجا مرز ورقه‌های زمین‌ساختی از کششی به فشاری (مرز همگرا) تغییر می‌کند.